# Tetraloniella distata
Tetraloniella distata är en biart som beskrevs av Laberge 2001. Tetraloniella distata ingår i släktet Tetraloniella och familjen långtungebin. Inga underarter finns listade i Catalogue of Life.